# Панин, Игорь Анатольевич
Игорь Анатольевич Панин (15 февраля 1961 или 27 сентября 1960 — 7 января 2004) — советский хоккеист, защитник.

## Биография
В сезоне 1975/76 играл в молодёжном чемпионате СССР за «Крылья Советов». В первенстве СССР выступал за команды первой лиги «Кристалл» Саратов (1978/79), «Локомотив» Москва (1979/80 — 1981/82), «Буран» Воронеж (1982/83).
Серебряный призёр чемпионата Европы среди юниорских команд 1978. Победитель чемпионата мира среди молодёжных команд 1980.